# 曲依乡
曲依乡，是中华人民共和国四川省凉山彝族自治州雷波县曾经下辖的一个乡。2020年6月，撤销曲依乡，原曲依乡所属行政区域为马颈子镇的行政区域。

## 行政区划
曲依乡撤销前下辖以下地区：
马鞍村、甲谷村、安寨坪村、嘎哈木洛村、五堡山村和史洛村。